# インサイド・アウト・ミュージック
インサイド・アウト・ミュージック（Inside Out Music）は、もともとノルトライン＝ヴェストファーレン州クレーヴェを拠点とし、プログレッシブ・ロック、プログレッシブ・メタル、およびそれらに関連したスタイルの音楽出版を専門とするドイツのインディーズ系レコード・レーベルである。2009年には、センチュリー・メディア・レコードとのパートナーシップを結び、ノルトライン＝ヴェストファーレン州ドルトムントに事業拠点を移した。2015年8月、センチュリー・メディアがソニー・ミュージックに買収され、プログレッシブ・ミュージック最高峰のレーベルとなった。

## 略歴
1996年、トーマス・ウェイバー (Thomas Waber)によって設立され、ヨーロッパ市場向けにシンフォニー・エックスやシャドウ・ギャラリーなど新しいアメリカン・プログレッシブ・メタルのアルバムを再発するようになり、その後、スティーヴ・ハケットなどの重要なプログレッシブ・ロックのアーティストと契約を交わして音楽出版を開始した。インサイド・アウトは、ドイツの音楽会社であるSPVと世界規模の販売契約を締結し、ペンシルベニア州ピッツバーグに拠点を置く米国の「インサイドアウトUS」と提携した。2009年に、SPVが破産を申請しなければならなくなり、インサイド・アウトはセンチュリー・メディア・レコードと提携し、EMIとの世界規模の販売契約を締結した。
リヴァ―サイド、ヘイケン、ペイン・オヴ・サルヴェイション、スポックス・ビアード、ザ・セーフティ・ファイヤー、ザ・フラワー・キングス、そしてエンチャントなど、プログレッシブ・ロックの新たな一派のいくつかの重要なバンドがインサイド・アウトと契約している。さらに、レーベルはプログ・シーンの他の関連バンドへのつながりを確立し、ドリーム・シアターのボーカリスト、ジェイムズ・ラブリエのソロ・アルバムや、マイク・ポートノイのサイド・プロジェクトといったセレクションを世に送り出した。
しばらくして、インサイド・アウトは、クラウトロック時代の（例えばクラーンの）アルバムから再編集された作品を、再リリースするためのサブレーベル、リヴィジッテッド・レコード (Revisited Records)から公開した。
レーベル本部の周辺地域は、アルバム・アートのインスピレーションを与える場としての役割を果たしてきた。たとえば、スポックス・ビアードのアルバム『Octane』のカバーに登場するガソリン計量機は、スレッショルドのアルバム『Suburface』カバーの湖と同じように、クレーヴェに実在する。
レーベルのリリースにあたっての特徴的なところは、豪華なパッケージでの発売にある。いくつかのアルバムが、ボーナストラックや、特別なアートワーク、そして映像等のマルチメディア・セグメントなど、豊富なボーナス素材を含んだ特別版で登場している。
レーベルの創設者であるトーマス・ウェイバーは、「2013 Progressive Music Awards」で「Guiding Light」賞を受賞した。このレーベルは、2017年12月にドリーム・シアターと契約を交わしたが、これはおそらくレーベル史上最大の契約である。

## アーティスト

### 現在の在籍アーティスト
- アフェクター (Affector)
- アンダーソン／ストルト (Anderson/Stolt)
- アネク・ヴァン・ガースバーゲン (Anneke van Giersbergen)
- …アンド・ユー・ウィル・ノウ・アス・バイ・ザ・トレイル・オブ・デッド (...And You Will Know Us by the Trail of Dead)
- バンコ・デル・ムトゥオ・ソッコルソ (Banco del Mutuo Soccorso)
- ビアードフィッシュ (Beardfish)
- ベント・ニー (Bent Knee)
- ビッグ・ビッグ・トレイン (Big Big Train)
- ビッグエルフ (Bigelf)
- カリギュラス・ホース (Caligula's Horse)
- デヴィン・タウンゼンド (Devin Townsend)
- ドリーム・シアター (Dream Theater)
- エンチャント (Enchant)
- フロスト* (Frost*)
- イエスタ・ベルリング・サーガ (Gösta Berlings Saga)
- ヘイケン (Haken)
- ジャッコ・ジャクジク (Jakko Jakszyk)
- ジェイムズ・ラブリエ (James LaBrie)
- ジェスロ・タル (Jethro Tull)
- ジョリー (Jolly)
- カイパ (Kaipa)
- カンサス (Kansas)
- カーマカニック (Karmakanic)
- キングスX (King's X)
- キノ (Kino)
- ナイフワールド (Knifeworld)
- レプラス (Leprous)
- ロンリー・ロボット (Lonely Robot)
- ロング・ディスタンス・コーリング (Long Distance Calling)
- マシーン (Maschine)
- ナッド・シルヴァン (Nad Sylvan)
- ニール・モーズ (Neal Morse) ※米国以外
- ネクスト・トゥ・ナン (Next To None)
- ペイン・オヴ・サルヴェイション (Pain of Salvation)
- パターンシーキング・ アニマルズ (Pattern-Seeking Animals)
- パーフェクト・ビーイングズ (Perfect Beings)
- ポート・ノワール (Port Noir)
- プレミアータ・フォルネリア・マルコーニ (Premiata Forneria Marconi)
- ピュア・リーズン・レヴォリューション (Pure Reason Revolution)
- リカルド・ショブロムズ・ガングフライ (Rikard Sjöblom's Gungfly)
- リヴァーサイド (Riverside)
- ロイネ・ストルト (Roine Stolt)
- シャドウ・ギャラリー (Shadow Gallery)
- サンズ・オブ・アポロ (Sons of Apollo)
- スピリチュアル・ベガーズ (Spiritual Beggars)
- スポックス・ビアード (Spock's Beard)
- スティーヴ・ハケット (Steve Hackett) ※日本以外
- ザ・フラワー・キングス (The Flower Kings)
- ザ・フリンジ (The Fringe)
- ザ・ミュート・ゴッズ  (The Mute Gods)
- ザ・セーフティ・ファイヤー (The Safety Fire)
- ザ・シー・ウィズイン (The Sea Within)
- ザ・シャドウ・セオリー (The Shadow Theory)
- タンジェント (The Tangent)
- ソート・チェンバー  (Thought Chamber)
- ティム・バウネス (Tim Bowness) ※No-Man
- トランスアトランティック (Transatlantic) ※米国以外
- ツンドラ (Toundra)
- フーア (VUUR)
- ジョン・ウェズリー (John Wesley)
- イエス (Yes)

### 過去の在籍アーティスト
- アバヴ・シンメトリー (Above Symmetry)
- アクト (A.C.T)
- アマセファー (Amaseffer)
- アルイエン・アンソニー・ルカッセン (Arjen Anthony Lucassen) ※彼のプロジェクトであるエイリオン (Ayreon)、スター・ワン (Star One)を含む
- エイジア (Asia)
- カリフォルニア・ギター・トリオ (California Guitar Trio)
- クロマ・キー (Chroma Key)
- コンスピラシー (Conspiracy)
- クレプシドラ (Clepsydra)
- デヴィッド・リンドレー (David Lindley)
- デッドソウル・トライブ (Deadsoul Tribe)
- デレク・シェリニアン (Derek Sherinian)
- ドミニシ (Dominici)
- エフラット (Ephrat)
- エヴァグレイ (Evergrey)
- フェイツ・ウォーニング (Fates Warning)
- GPS (GPS)
- IQ (IQ)
- ザ・ジェリー・ジャム (The Jelly Jam)
- ジェリー・ガスキル (Jerry Gaskill)
- ジャグヘッド (Jughead)
- ケヴィン・ムーア (Kevin Moore)
- マスターマインド (Mastermind)
- OSI (OSI)
- パートス  (Paatos)
- パラス (Pallas)
- プラネット・エックス (Planet X)
- パヴァティズ・ノー・クライム (Poverty's No Crime)
- レイ・ウイルソン (Ray Wilson)
- レデンプション (Redemption)
- 奥本亮 (Ryo Okumoto)
- サーガ (Saga)
- スレイヴィアー (Slavior)
- サウンド・オブ・コンタクト (Sound of Contact)
- ストリーム・オブ・パッション (Stream of Passion)
- スティーリング・アクシオン (Stealing Axion)
- スティーヴ・ハウ (Steve Howe)
- シンフォニー・エックス (Symphony X)
- スレッショルド (Threshold)
- タイルズ (Tiles)
- トレイ・ガン (Trey Gunn) ※元キング・クリムゾン
- タイ・テイバー (Ty Tabor)
- ユリシーズ (Ulysses)
- ユナイテッド・プログレッシブ・フラタニティ (United Progressive Fraternity)
- ユニトピア (Unitopia)
- ヴァンデン・プラス (Vanden Plas)

### リヴィジッテッド・レコード (Revisited Records)
このレーベルは、クラウトロックと電子音楽の先駆者たちの再リリースを専門としている。例）
- アモン・デュールII (Amon Düül II)
- クラウス・シュルツェ (Klaus Schulze)
- クラーン (Kraan)